# 文明皇后 (前燕)
文明皇后（?—?），段姓，前燕开国君主文明帝慕容皝的王后，出自段部鲜卑。
东晋咸康三年（337年）十月十四，慕容皝自称燕王，十一月封段氏为王后。段王后卒年不详，或在344年前。
建熙十一年（370年），前燕灭亡，之后燕元元年（384年），慕容皝的第五子慕容垂建立后燕。由于慕容垂是兰淑仪所生，他将段王后的灵位迁出父亲慕容皝的宗庙，改为由兰淑仪配享。